# Leitzachwerke
Die Leitzachwerke sind ein Pumpspeicherkraftwerk in Bayern. Die Anlage liegt 40 Kilometer südöstlich von München in der Gemeinde Feldkirchen-Westerham zwischen den Orten Feldolling und Vagen. Sie dienen der Erzeugung und Speicherung von elektrischer Energie und werden von den Stadtwerken München betrieben.

## Leitzachwerk 1

### Leitzachwerk von 1913

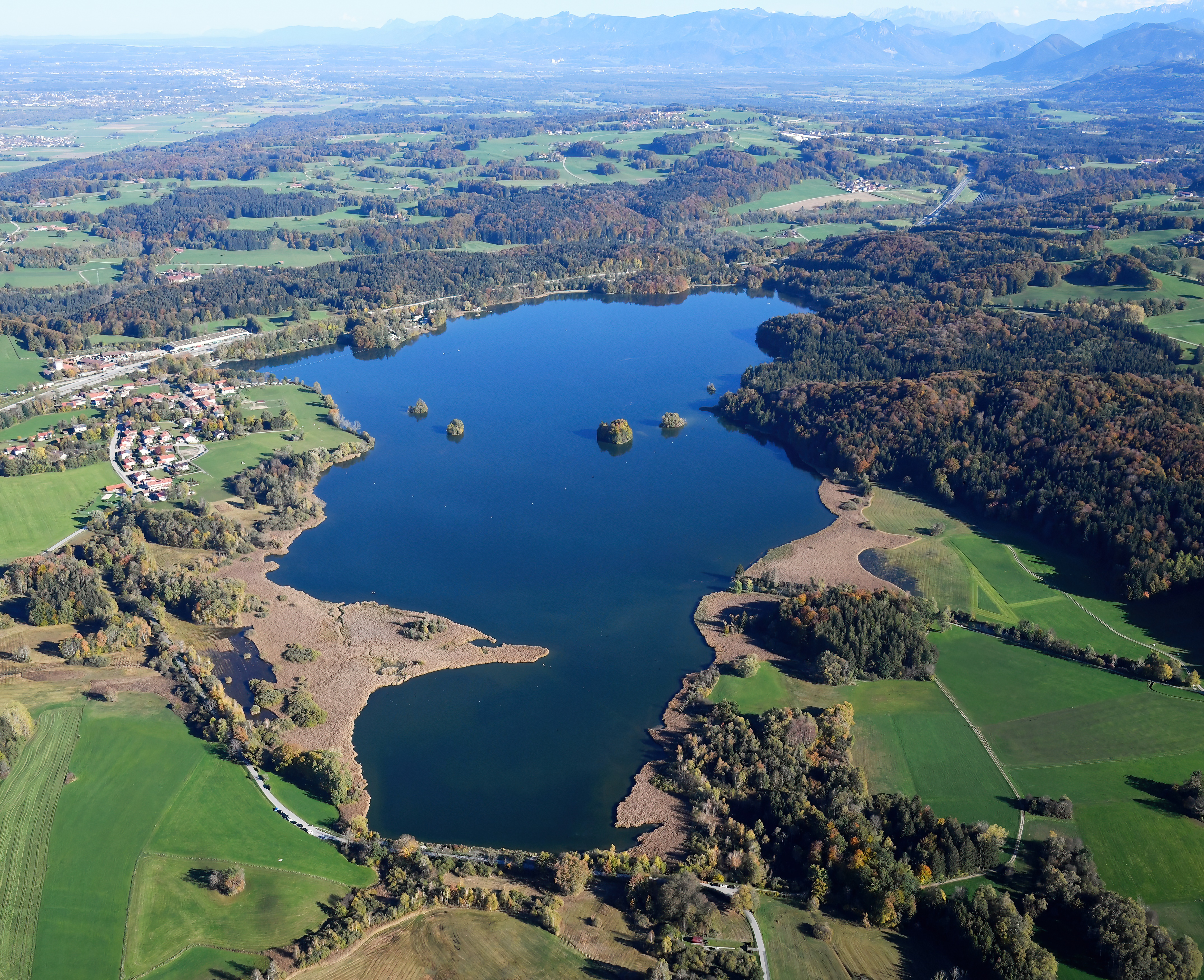
Seehamer See

Nach dem Aufstauen des Seehamer Sees mittels zweier Dämme und der Fertigstellung des 6,7 km langen Zuleitungsstollens von der Leitzach begann im Jahr 1913 die Stromerzeugung in Vagen. Das Kraftwerk nutzte die 128 m Höhenunterschied zum Seehamer See und erzeugte mit vier Turbinen von je 4 MW eine Leistung von 16 MW. In den Jahren 1919 und 1929 wurde die Leistung durch zwei Turbinen mit jeweils fünf MW auf insgesamt 24 MW gesteigert. Im Zuge der letzten Erweiterung wurden auch Pumpen installiert und ein Unterwasserbecken mit 800.000 m³ Stauinhalt angelegt und das Kraftwerk somit zum Pumpspeicherkraftwerk umgebaut. Im Jahr 1929 wurde außerdem ein Stollen eröffnet, der Wasser von der Mangfall und der Schlierach in den Seehamer See leitet und somit die Leistung erhöht.

### Heutiges Werk 1
Zwischen 1980 und 1983 wurde das ursprüngliche Kraftwerk durch das heutige Werk 1 ersetzt. Das neue Werk erreicht mit einer Pumpturbine eine Leistung von 49 MW. Im Pumpbetrieb benötigt das Kraftwerk eine Leistung von 45,4 MW. Beim Umbau wurde auch die alte Druckleitung mit zwei Metern Durchmesser durch eine neue mit vier Metern Durchmesser ersetzt und ein neues Krafthaus gebaut.

## Leitzachwerk 2
Auch das zwischen 1958 und 1960 errichtete Kraftwerk nutzt den Höhenunterschied zwischen Seehamer See und Unterwasserbecken zur Stromerzeugung und Speicherung aus. Die beiden Turbinen haben eine Leistung von je 24,6 MW, die Pumpen leisten je 18,4 MW. Dieses Werk wird über Druckleitung mit vier Metern Durchmesser mit Wasser versorgt.

## Speicherseen

### Seehamer See
Der Seehamer See hat ein Volumen von 6.000.000 m³, von denen 2.000.000 m³ für den Kraftwerksbetrieb entnommen werden dürfen.

### Unterwasserbecken und Leitzachwerk 3

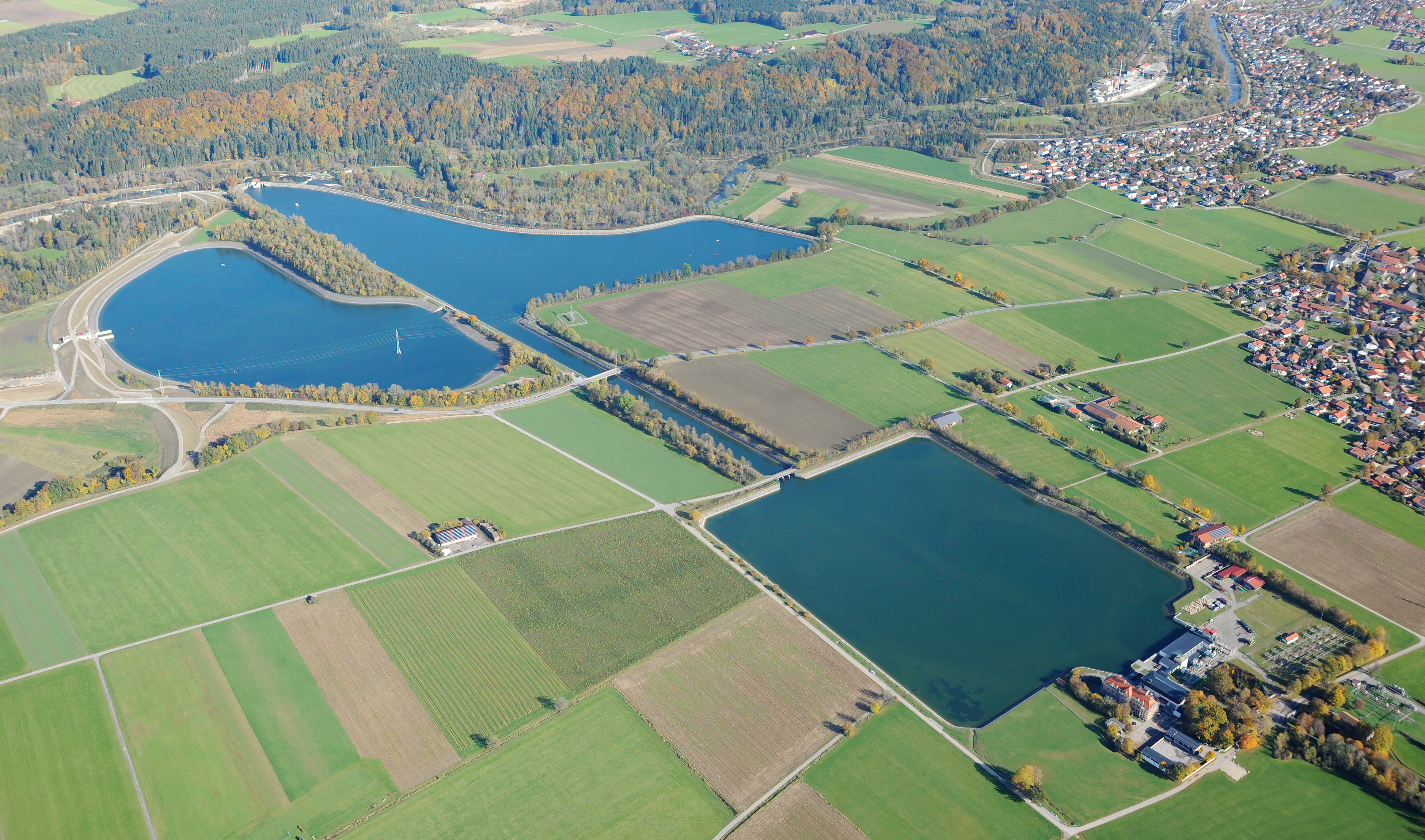
Unterwasserbecken der Leitzachwerke

Die Unterwasserbecken haben eine Grundfläche von etwa 0,5 km² und sind in der Lage die Pendelwassermenge von 2.000.000 m³ aufzunehmen. Die Seen dienen auch dazu, das überschüssige Wasser über den Tag verteilt wieder in die Mangfall abzuführen. Um die einige Meter Höhenunterschied zwischen Speicherseen und Flusslauf energetisch zu nutzen, wurde zwischen 1963 und 1965 das Leitzachwerk 3 gebaut, das mit zwei Kaplan-Rohrturbinen eine vom Wasserstand der Seen abhängige Leistung zwischen 0,1 MW und 0,38 MW erreicht.

## Netzanschluss
Der Netzanschluss der Werke 1 und 2 erfolgt auf der 110-kV-Hochspannungsebene in das Stromnetz des Verteilnetzbetreibers SWM Infrastruktur.